# Governatori generali del Belize
Quello che segue è un elenco di governatori generali del Belize (già governatori dell'Honduras britannico). Sino al 1862, il territorio si trovò sotto la vice reggenza del governatore della Giamaica, amministrato localmente da un sovrintendente. Dopo questa data divenne colonia di diritto, amministrata da un luogotenente governatore, ma comunque subordinata alla Giamaica. Nel 1884 la colonia ottenne un proprio governatore, indipendente dalla Giamaica.
Nel 1973 il nome della colonia venne cambiato in Belize e nel 1981 ottenne l'indipendenza.

## Sovrintendenti dell'Honduras britannico (1749–1862)
- Robert Hodgson, Sr., 1749–1758
- Richard Jones, 1758–1760
- Joseph Otway, 1760–1767
- Robert Hodgson, Jr., 1767–1775
- John Ferguson, 1776
- James Lawrie, 1776–10 marzo 1787
- Edward Marcus Despard, 1787 – giugno 1790
- Peter Hunter, giugno 1790 – marzo 1791
- Thomas Potts (capo magistrato), marzo 1791 - gennaio 1797
- Thomas Barrow, gennaio 1797 – 1800, 1ª volta
- Richard Basset, 1800–1802
- Thomas Barrow, gennaio 1803 – 1805, 2ª volta
- Gabriel Gordon, 1805–1806
- Alexander Mark Kerr Hamilton, 1806–1809
- John Nugent Smyth, 1809–1814
- George Arthur, 1814–1822
- Allan Hampden Pye, 1822–1823
- Edward Codd, 1823–1829
- Alexander MacDonald, 1829–1830, 1ª volta
- Francis Cockburn, 1830–1837
- Alexander MacDonald, 1837–1843, 2ª volta
- Charles St. John Fancourt, 1843–1851
- Philip Edmond Wodehouse, 1851–1854
- William Stevenson, 1854–1857
- Frederick Seymour, 1857–1862

## Luogotenenti governatori dell'Honduras britannico (1862–1884)
Nel 1862, il territorio divenne una colonia della corona britannica e successivamente venne amministrata da un luogotenente governatore, subordinato al governatore della Giamaica.
- Frederick Seymour, 1862–1864, continuato
- John Gardiner Austin, 1864–1867
- James Robert Longden, 1867–1870
- William Wellington Cairns, 1870–1874
- Robert Miller Mundy, 1874–1877
- Frederick Palgrave Barlee, 1877–1883
- Robert William Harley, 13 maggio 1883 – 1884

## Governatori dell'Honduras britannico (1884–1973)
Nel 1884, la colonia venne separata dalla Giamaica ed ottenne un proprio governatore.
- Roger Tuckfield Goldsworthy, 1884–1891
- Sir Cornelius Alfred Moloney, 1891–1897
- David Wilson, 1897–1904
- Sir Ernest Bickham Sweet-Escott, 15 aprile 1904 – 1906
- Sir Eric John Eagles Swayne, 13 agosto 1906 – 9 maggio 1913
- Wilfred Collet 19 maggio 1913 – gennaio 1918
- William Hart-Bennett, 29 gennaio 1918 – 4 settembre 1918
- Sir Eyre Hutson, 22 marzo 1919 – 1925
- Sir John Alder Burdon, 16 aprile 1925 – 1932
- Sir Harold Baxter Kittermaster, 9 marzo 1932 – 1934
- Alan Cuthbert Maxwell Burns, 2 novembre 1934 – 1939
- Sir John Adams Hunter, 24 febbraio 1940 – 1 luglio 1946
- Arthur Norman Wolffsohn, 1 luglio 1946 – 14 gennaio 1947, formalmente
- Sir Edward Gerald Hawkesworth, 14 gennaio 1947 – 1948
- Ronald Herbert Garvey, 28 febbraio 1949 – 1952
- Patrick Muir Renison, 21 ottobre 1952 – 1955
- Colin Hardwick Thornley, 17 gennaio 1956 – 1961
- Sir Peter Hyla Gawne Stallard, 9 dicembre 1961 – 1966
- Sir John Warburton Paul, 11 luglio 1966 – gennaio 1972
- Sir Richard Neil Posnett, 26 gennaio 1972 – 31 maggio 1973

## Governatori del Belize (1973–1981)
Il 1 giugno 1973, l'Honduras britannico venne rinominato Belize.
- Sir Richard Neil Posnett, 1 giugno 1973 – 1976, continuato
- Peter Donovan McEntee, 1 giugno 1976 – 1980
- Sir James Hennessy, 1980 – 21 settembre 1981

Il 21 settembre 1981 il Belize ottenne l'indipendenza dal Regno Unito.

## Governatori generali del Belize (1981-oggi)
- Dame Elmira Minita Gordon 1981-1993
- Sir Colville Young 1993-2021
- Dame Froyla Tzalam 2021-in carica